# Gounib
Gounib (Гуниб) est un aoul du Daghestan, chef-lieu du raïon du même nom (de 1927 à 1938 et depuis 1963). Sa population, d'ethnie avare, était de 2 271 habitants en 2010.

## Géographie
Gounib se trouve au milieu du plateau de Gounib à 172 kilomètres au sud-ouest de Makhatchkala à une altitude de 1 500 mètres.

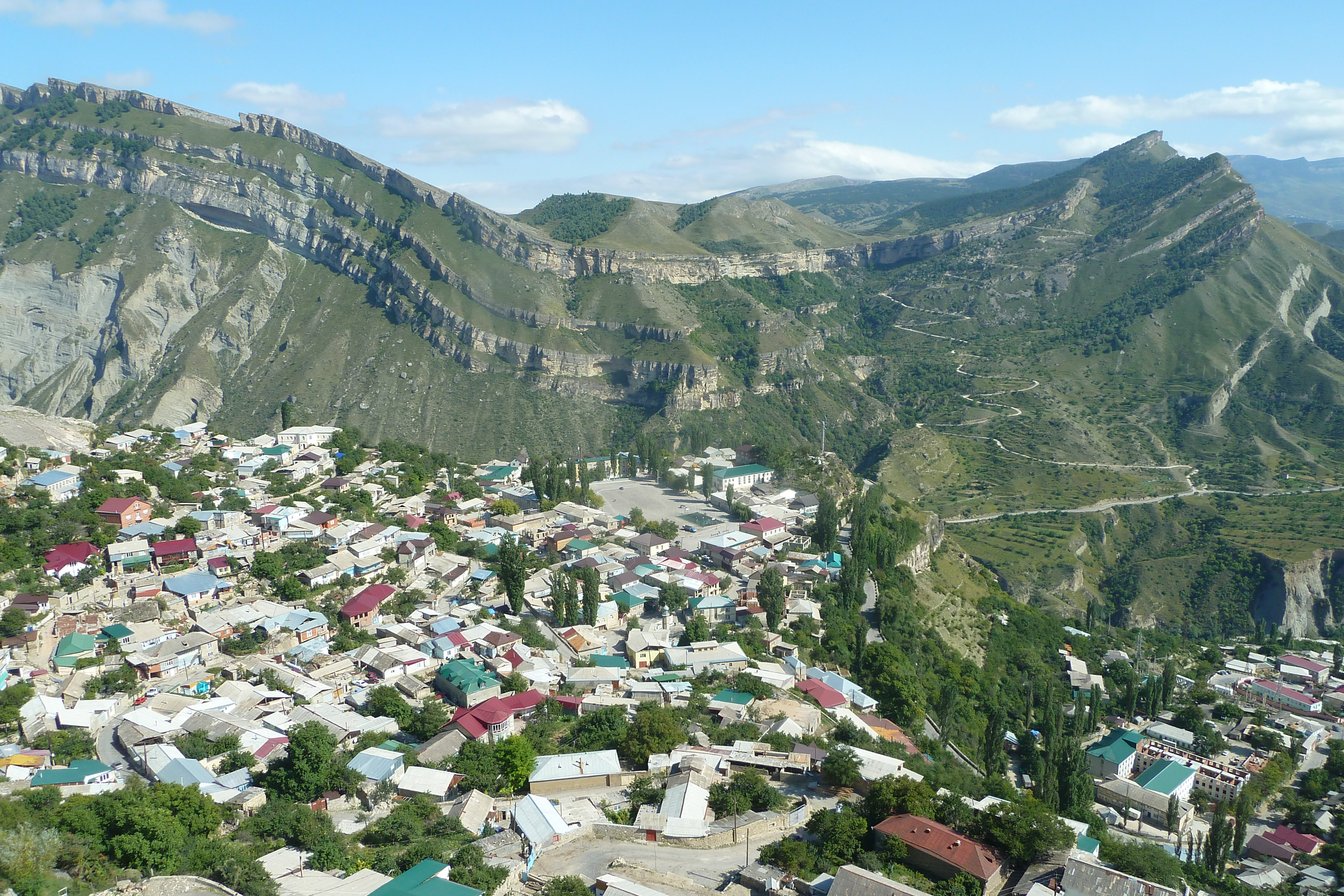
Vue de Gounib
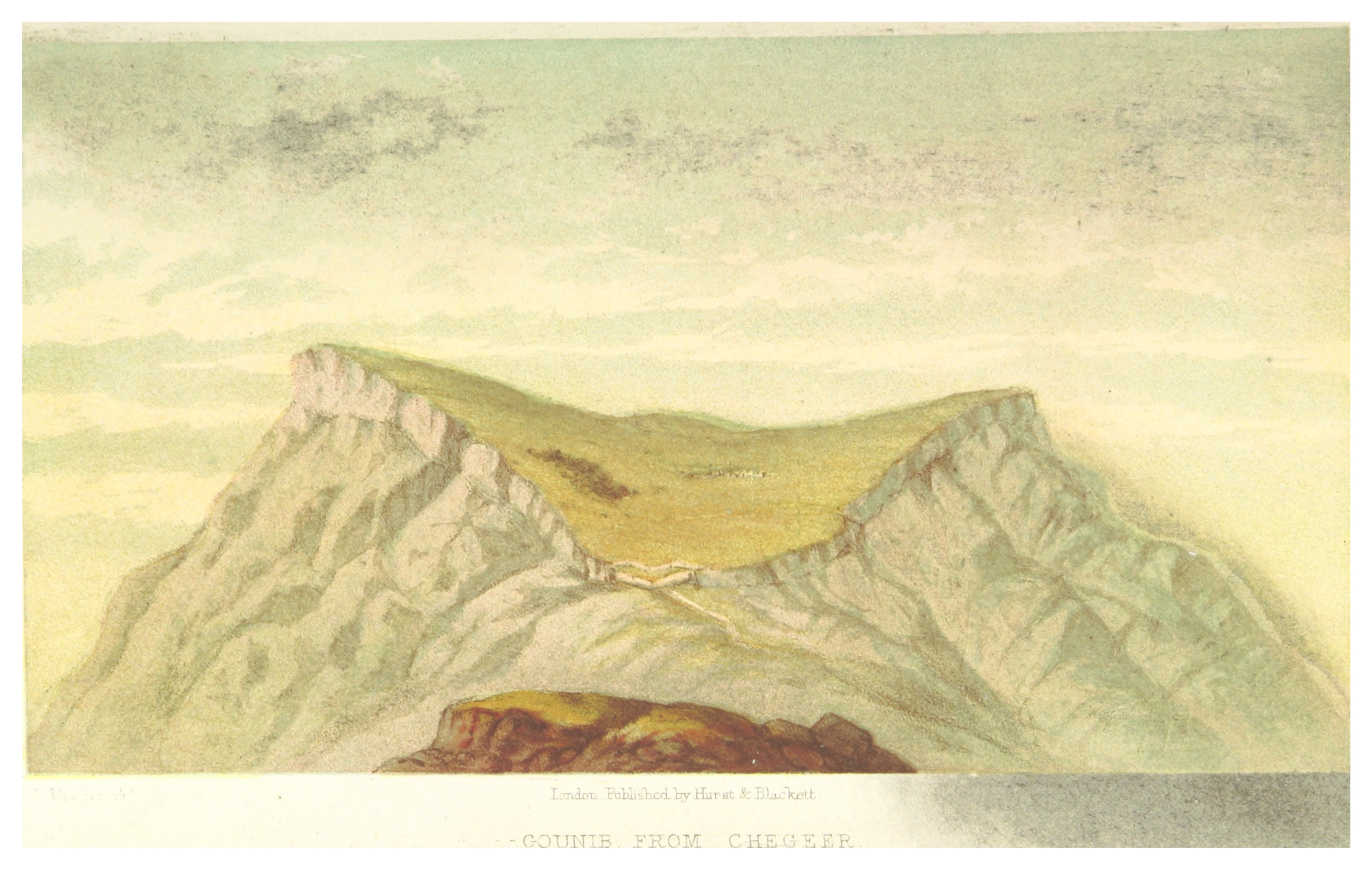
Aquarelle tirée du récit d'Ussher (1865) : « De Gounip à Tcheguir »

## Histoire
Cette zone a été prise par l'armée russe contre Chamil le 25 août 1859 qui se rend au général-prince Alexandre Bariatinski.
Le village a été formé en 1862 comme lieu d'habitation des ouvriers construisant une forteresse russe. Il a pris le nom d'un aoul plus haut sur le plateau détruit en 1859. Gounib était le chef-lieu de l'okroug de Gounib appartenant à l'oblast du Daghestan (jusqu'en 1921). Les casernes du régiment de Samour et du régiment d'artilleurs de la forteresse du Daguestan et du Térek y ont été construites en 1895. Il y avait alors vingt-neuf foyers d'employés, de marchands, de soldats à la retraite, une petite église orthodoxe et un bureau de poste.

## Personnalités
- Olga Komarova-Forche (1873-1961), femme de lettres